# Adenozin trifosfat
Adenozin trifosfat ili ATP je glavno unutarstanično skladište energije. Stanica može normalno funkcionirati i obavljati redovne životne funkcije samo kad na raspolaganju ima dovoljnu količinu ATP-a tj. energije. Najveća količina ATP-a kod životinja nastaje u mitohondrijima u kojima se oslobađa energija potrebna za sintezu (stanično disanje). Kod biljaka, značajni proizvođači ATP-a su i kloroplasti u kojima se koristi energija fotosinteze.

## Građa ATP-a
Adenozin trifosfat građen je od dušične baze adenina, monosaharida riboze i tri fosfata. Prvi je fosfat na ribozu vezan čvrstom kovalentnom vezom koja nije energetski bogata. Druga su dva fosfata međusobno vezana fosfatnom vezom, koja je vrlo bogata energijom. Tu energiju stanica dobiva hidrolizom fosfata.

## Fosforilacija i hidroliza ATP-a
U fosfatnim vezama energija se dobiva staničnim procesom fosforilacije. Fosforilacija je proces pri kojemu se na adenozin monofosfat (AMP) veže dodatni fosfat energetski bogatom vezom i nastaje adenozin difosfat (ADP) nakon toga još jedan fosfat se veže na drugi i nastaje treća energijom bogata fosfatna veza (dobivamo ATP). Proces fosforilacije odvija se u mitohondrijima a energija koja se ulaže u veze je ona koja se dobiva iz staničnog disanja.
Za svoje aktivnosti stanica troši energiju koju je pohranila u fosfatne veze pomoću hidrolize. Hidroliza ATP-a je proces obrnut od fosforilacije, pri kojem dolazi do pucanja zadnje fosfatne veze i odcjepljenja zadnjeg fosfata. Pri tome nastaje ADP, energetski siromašniji spoj koji sadrži samo jednu energijom bogatu vezu. Ako je stanici potrebno još energije ona odcjepljuje još jedan fosfat, puca i druga veza te se oslobađa energija koja je dalje potrebna stanici.